# Agua Linda, Pantepec
Agua Linda är en ort i Mexiko.   Den ligger i kommunen Pantepec och delstaten Puebla, i den sydöstra delen av landet, 180 km nordost om huvudstaden Mexico City. Agua Linda ligger 167 meter över havet och antalet invånare är 773.
Terrängen runt Agua Linda är kuperad åt sydväst, men åt nordost är den platt. Runt Agua Linda är det ganska tätbefolkat, med 52 invånare per kvadratkilometer. Närmaste större samhälle är La Ceiba, 19,0 km norr om Agua Linda. Omgivningarna runt Agua Linda är en mosaik av jordbruksmark och naturlig växtlighet.